# أليكساندر فيرنانديز
أليكساندر فيرنانديز (بالبرتغالية: Alexandre Monteiro Dias Fernandes‏) هو مدرب تجديف برازيلي، ولد في 17 أبريل 1967 في ريو دي جانيرو في البرازيل.

## وصلات خارجية
- أليكساندر فيرنانديز على موقع الاتحاد الدولي للتجديف (الإنجليزية)
- أليكساندر فيرنانديز على موقع أوليمبيديا (الإنجليزية)